# Annandaliella
Annandaliella is een geslacht van spinnen uit de familie vogelspinnen (Theraphosidae).

## Soorten
De volgende soorten zijn bij het geslacht ingedeeld:
- Annandaliella ernakulamensis Jose & Sebastian, 2008
- Annandaliella pectinifera Gravely, 1935
- Annandaliella travancorica Hirst, 1909